# Günther Fuchs (Historiker)
Günther Fuchs (* 20. Juli 1939) ist ein deutscher Historiker und Hochschullehrer. Er war 1989 kurzzeitig Minister für Volksbildung der DDR.

## Leben
Fuchs promovierte 1968 an der Pädagogischen Hochschule „Karl Liebknecht“ Potsdam. Er wurde nach seiner Habilitation zum ordentlichen Professor ernannt und war später auch Prorektor. Seit 1986 wirkte er als stellvertretender Minister für Volksbildung. Am 2. November 1989, während der Wende, trat die Ministerin Margot Honecker vom Amt zurück und Fuchs war zwei Wochen lang amtierender Minister. Er verkündete am 5. November die Aussetzung des Wehrunterrichtes, der seit 1978 ein obligatorisches Unterrichtsfach für alle Schüler der 9. und 10. Klassen der Polytechnischen (POS) und Erweiterten Oberschulen (EOS) in der DDR war.
Am 18. November 1989 kam die Regierung Modrow ins Amt. Modrow berief Hans-Heinz Emons zum neuen Minister für Bildung und Jugend der DDR.
Fuchs war Mitglied der Sozialistischen Einheitspartei Deutschlands (SED). Er ist nicht mit dem Kraftwerker Günter Fuchs zu verwechseln, der 1986 Kandidat des Zentralkomitees der SED wurde.